# Dubai Tennis Championships 2020 - Doppio maschile
Rajeev Ram e Joe Salisbury erano i detentori del titolo ma sono stati sconfitti nei quarti di finale da John Peers e Michael Venus.
In finale John Peers e Michael Venus hanno sconfitto Raven Klaasen e Oliver Marach con il punteggio di 6-3, 6-2.

## Teste di serie
1. Rajeev Ram /  Joe Salisbury (quarti di finale)
2. Ivan Dodig /  Filip Polášek (primo turno)

1. Kevin Krawietz /  Andreas Mies (quarti di finale)
2. Raven Klaasen /  Oliver Marach (finale)

## Wildcard
1. Abdulrahman Al Janahi /  Fares Al Janahi (primo turno)

1. Matthew Ebden /  Leander Paes (quarti di finale)

## Qualificati
1. Henri Kontinen /  Jan-Lennard Struff (semifinale)

## Tabellone

### Legenda
| - Q = Qualificato - WC = Wild card - LL = Lucky loser | - ALT = Alternate - SE = Special Exempt - PR = Protected Ranking | - w/o = Walkover - r = Ritirato - d = Squalificato |

|  | Primo turno               | Primo turno               | Primo turno               | Primo turno | Primo turno |  |  | Quarti di finale | Quarti di finale          | Quarti di finale          | Quarti di finale          | Quarti di finale          |    |   | Semifinali      | Semifinali         | Semifinali         | Semifinali         | Semifinali         |   |   | Finale | Finale | Finale | Finale | Finale |  |
|  |                           |                           |                           |             |             |  |  |                  |                           |                           |                           |                           |    |   |                 |                    |                    |                    |                    |   |   |        |        |        |        |        |  |
|  | 1                         | R Ram J Salisbury         | R Ram J Salisbury         | 6           | 6           |  |  |                  |                           |                           |                           |                           |    |   |                 |                    |                    |                    |                    |   |   |        |        |        |        |        |  |
|  |                           | M Čilić N Djokovic        | M Čilić N Djokovic        | 2           | 2           |  |  | 1                | R Ram J Salisbury         | R Ram J Salisbury         | 4                         | 2                         |    |   |                 |                    |                    |                    |                    |   |   |        |        |        |        |        |  |
|  | J Peers M Venus           | J Peers M Venus           | J Peers M Venus           | 6           | 6           |  |  |                  | J Peers M Venus           | J Peers M Venus           | 6                         | 6                         |    |   |                 |                    |                    |                    |                    |   |   |        |        |        |        |        |  |
|  | P-H Herbert B Paire       | P-H Herbert B Paire       | P-H Herbert B Paire       | 4           | 4           |  |  |                  |                           |                           |                           |                           |    |   | J Peers M Venus | J Peers M Venus    | J Peers M Venus    | 7                  | 7                  |   |   |        |        |        |        |        |  |
|  | 3                         | K Krawietz A Mies         | 6                         | 67          | [10]        |  |  |                  |                           | J Melzer É Roger-Vasselin | J Melzer É Roger-Vasselin | J Melzer É Roger-Vasselin | 62 | 2 |                 |                    |                    |                    |                    |   |   |        |        |        |        |        |  |
|  |                           | J-J Rojer H Tecău         | 4                         | 7           | [8]         |  |  | 3                | K Krawietz A Mies         | K Krawietz A Mies         | 4                         | 6(1)                      |    |   |                 |                    |                    |                    |                    |   |   |        |        |        |        |        |  |
|  | J Melzer É Roger-Vasselin | J Melzer É Roger-Vasselin | J Melzer É Roger-Vasselin | 6           | 7           |  |  |                  | J Melzer É Roger-Vasselin | J Melzer É Roger-Vasselin | 6                         | 7                         |    |   |                 |                    |                    |                    |                    |   |   |        |        |        |        |        |  |
|  | J Murray N Skupski        | J Murray N Skupski        | J Murray N Skupski        | 1           | 62          |  |  |                  |                           |                           |                           |                           |    |   |                 | J Peers M Venus    | J Peers M Venus    | 6                  | 6                  |   |   |        |        |        |        |        |  |
|  | WC                        | A Al Janahi F Al Janahi   | A Al Janahi F Al Janahi   | 0           | 1           |  |  |                  |                           |                           |                           |                           |    |   |                 |                    | 4                  | R Klaasen O Marach | R Klaasen O Marach | 3 | 2 |        |        |        |        |        |  |
|  |                           | W Koolhof N Mektić        | W Koolhof N Mektić        | 6           | 6           |  |  |                  | W Koolhof N Mektić        | W Koolhof N Mektić        | 5                         | 4                         |    |   |                 |                    |                    |                    |                    |   |   |        |        |        |        |        |  |
|  |                           | K Khachanov A Rublev      | K Khachanov A Rublev      | 64          | 3           |  |  | 4                | R Klaasen O Marach        | R Klaasen O Marach        | 7                         | 6                         |    |   |                 |                    |                    |                    |                    |   |   |        |        |        |        |        |  |
|  | 4                         | R Klaasen O Marach        | R Klaasen O Marach        | 7           | 6           |  |  |                  |                           |                           |                           |                           |    |   | 4               | R Klaasen O Marach | R Klaasen O Marach | 6                  | 6                  |   |   |        |        |        |        |        |  |
|  | Q                         | H Kontinen J-L Struff     | H Kontinen J-L Struff     | 7           | 7           |  |  |                  |                           | Q                         | H Kontinen J-L Struff     | H Kontinen J-L Struff     | 3  | 2 |                 |                    |                    |                    |                    |   |   |        |        |        |        |        |  |
|  |                           | M Pavić B Soares          | M Pavić B Soares          | 62          | 64          |  |  | Q                | H Kontinen J-L Struff     | H Kontinen J-L Struff     | 6                         | 6                         |    |   |                 |                    |                    |                    |                    |   |   |        |        |        |        |        |  |
|  | WC                        | M Ebden L Paes            | M Ebden L Paes            | 6           | 6           |  |  | WC               | M Ebden L Paes            | M Ebden L Paes            | 3                         | 3                         |    |   |                 |                    |                    |                    |                    |   |   |        |        |        |        |        |  |
|  | 2                         | I Dodig F Polášek         | I Dodig F Polášek         | 4           | 3           |  |  |                  |                           |                           |                           |                           |    |   |                 |                    |                    |                    |                    |   |   |        |        |        |        |        |  |

## Qualificazione

### Teste di serie
1. Henri Kontinen /  Jan-Lennard Struff (qualificati)

1. Rohan Bopanna /  Pablo Carreño Busta (primo turno)

### Qualificati
1. Henri Kontinen /  Jan-Lennard Struff

### Tabellone qualificazioni
|  | Primo turno | Primo turno                       | Primo turno                       | Primo turno                       | Primo turno |  |  | Ultimo turno | Ultimo turno                      | Ultimo turno | Ultimo turno | Ultimo turno |  |
|  |             |                                   |                                   |                                   |             |  |  |              |                                   |              |              |              |  |
|  | 1           | Henri Kontinen Jan-Lennard Struff | Henri Kontinen Jan-Lennard Struff | Henri Kontinen Jan-Lennard Struff | w/o         |  |  |              |                                   |              |              |              |  |
|  |             | Thomas Fabbiano Emil Ruusuvuori   | Thomas Fabbiano Emil Ruusuvuori   | Thomas Fabbiano Emil Ruusuvuori   |             |  |  | 1            | Henri Kontinen Jan-Lennard Struff | 6            | 3            | [10]         |  |
|  | WC          | Lukáš Rosol Viktor Troicki        | Lukáš Rosol Viktor Troicki        | 4                                 | 5           |  |  | 2            | Rohan Bopanna Pablo Carreño Busta | 3            | 6            | [6]          |  |
|  | 2           | Rohan Bopanna Pablo Carreño Busta | Rohan Bopanna Pablo Carreño Busta | 6                                 | 7           |  |  |              |                                   |              |              |              |  |